# Ееріксааре
Е́еріксааре (ест. Eeriksaare küla) — село в Естонії, у волості Ляене-Сааре повіту Сааремаа.

## Населення
За даними перепису на 31 грудня 2011 року в селі ніхто постійно не мешкав.

## Географія
Ееріксааре розташоване на однойменному півострові на березі затоки Атла (Atla laht) Балтійського моря.
До села веде дорога, що відходить від шосе 112 (Кяесла — Карала — Лоона).

## Історія
Історично село належало до приходу Кігелконна (Kihelkonna kihelkond).
До 12 грудня 2014 року село входило до складу волості Люманда.